# Kat Blaque
Kat Blaque es una YouTuber estadounidense y activista por los derechos LGBT. 

## Primeros años
Blaque nació en Lynwood, California y se crio en Walnut. En la escuela secundaria, Blaque comenzó a cuestionarse su identidad de género y a identificarse como género no binario y, luego, en la universidad, como  mujer trans. En 2012 se matriculó en el Instituto de las Artes de California donde se graduó en Bellas Artes con una licenciatura en animación de personajes.

## Carrera

### YouTube
Blaque comenzó a realizar videoblogs en diciembre de 2010. Su canal de YouTube, Kat Blaque, se centra en el debate sobre raza, género y otras cuestiones relacionadas con la  justicia social. Blaque ha manifestado sobre sí misma "Soy mujer, soy negra, tengo curvas y soy trans. Me enfrento a muchas cosas. Cuando hablo de ellas, me refiero literalmente a mi encarnación de esas intersecciones". 
En 2017, Blaque inició una serie semanal en YouTube llamada True Tea, en la que responde preguntas que los espectadores le envían sobre racismo, transfobia y cultura negra, entre otros temas.  Ha aparecido como invitada en varios videos de otras de YouTubers, como BuzzFeed sobre los pronombres de género. También ha colaborado con YouTubers como Franchesca "Chescaleigh" Ramsey y Ari Fitz. Según informó The Advocate  «sus vídeos de YouTube se utilizan en las aulas como herramientas educativas».

### Ilustración
En 2015, Blaque se asocio con la también artista y YouTuber Franchesca Ramsey para animar la historia creada por Ramsey "Sometimes You'are A Caterpilar". Este cortometraje plantea el concepto sociológico de privilegio que desde entonces se ha compartido en varios sitios, incluidos Everyday Feminism, Upworthy, Micy MTV.

### Otras actividades
Blaque ha colaborado en otros espacios y sitios web como Everyday Feminism y la sección Black Voices del Huffington Post. También ha participado en un panel sobre la escritura de personajes transgénero en la Comic-Con de San Diego de 2015  y fue la oradora principal en la celebración del  Mes de la historia LGBT de la Universidad de Toledo.